# Albert Carl Mays
Albert Carl Mays (* 12. März 1861 in Heidelberg; † 14. November 1934 ebenda) war ein seit 1892 im badischen Staatsdienst stehender Jurist und Amtsvorstand, vergleichbar mit einem heutigen Landrat.

## Familie
Albert Carl Mays war der Sohn des Kaufmanns Gerhard Mays in Heidelberg und der Josephine geborene Kirchgeßner. Er heiratete am 7. Juni 1894 Anna geborene Klingel (* 16. Juni 1865 in Heidelberg; † 22. Oktober 1943 ebenda). Aus dieser Ehe entstammt die Tochter Maria (* 22. September 1907 in Eberbach).

## Leben
Nach dem Studium der Rechtswissenschaften und dem ersten und zweiten Staatsexamen wurde Mays ab dem 24. Juli 1892 Amtmann beim Bezirksamt Lörrach und ab 1896 beim Bezirksamt Mannheim. Zum 7. Juli 1897 wurde er zum Oberamtmann befördert und trat seine neue Stelle beim Bezirksamt Schönau an, von wo er ab dem 14. Juni 1899 zum Bezirksamt Adelsheim versetzt wurde. Ab dem 17. Juli 1902 war er Oberamtmann beim Bezirksamt Eberbach und wurde dort am 9. September 1910 zum Geheimen Regierungsrat ernannt. Am 12. Juni 1911 wurde er Oberamtmann beim Bezirksamt Mosbach und ab dem 10. April 1918 beim Bezirksamt Durlach. Am 1. April 1924 wurde er mit Aufhebung des Bezirksamtes Durlach in den Ruhestand versetzt.
Er war Mitglied der Studentenverbindung Karlsruhensia Heidelberg.

## Auszeichnungen
- 1906 Ritterkreuz 1. Klasse des Zähringer Löwen-Ordens
- 1916 Badisches Kriegsverdienstkreuz
- 1918 Verdienstkreuz für Kriegshilfe (Preußen)
- 1918 Preußische Rote Kreuz-Medaille 3. Klasse
- Badische Jubiläumsmedaille
- Preußischer Kronen-Orden 3. Klasse